# Tramwaje w Altstätten/Berneck
Tramwaje w Altstätten/Berneck − zlikwidowany system komunikacji tramwajowej w szwajcarskich miastach Altstätten i Berneck, działający w latach 1895−1973.

## Historia
Budowa tramwajów poprzedzona była długimi negocjacjami w czasie, których wybrano trasę i rozstaw szyn. W czasie negocjacji wybrano rozstaw szyn wynoszący 1000 mm i trasę z Altstätten przez Rebstein i Heerbrugg do Berneck. 6 kwietnia 1895 otwarto trzy odcinki sieci:
- Altstätten SBB - Altstätten Bild
- Altstätten Rathaus - Berneck
- Heerbrugg - Heerbrugg SBB

Ostatni nowy odcinek sieci otwarto 12 października 1915, była to linia od Heerbrugg SBB do Diepoldsau. Operatorem sieci była spółka Rheintalische Strassenbahn (RhStB). Łącznie sieć tramwajowa liczyła 15 km długości. W Heerbrugg ze względu na koszty nie wybudowano skrzyżowania z linię kolejową i linia była podzielona na dwie części. Po odcinku po którym nie kursowały tramwaje trzeba było przejść pieszo. W latach 30. XX w. znacznie zmalała liczba przewożonych pasażerów. 1 września 1940 zlikwidowano pierwszy odcinek sieci: Altstätten Bild - Heerbrugg - Berneck. 3 marca 1954 zlikwidowano trasę Heerbrugg SBB - Diepoldsau. Ostatni odcinek Altstätten SBB - Altstätten Rathaus zlikwidowano 2 czerwca 1973. Likwidując linie tramwajowe zastępowano je komunikacją trolejbusową i autobusową. Zajezdnia tramwajowa znajdowała się w Altstätten.

## Tabor
Dane techniczne taboru:
| Typ    | Rok produkcji | Liczba egzemplarzy/numery | Długość        | Waga       | Uwagi                                     |
| ------ | ------------- | ------------------------- | -------------- | ---------- | ----------------------------------------- |
| Ce 2/2 | 1915          | 2/1, 3                    | 9,1 m          | 10 ton     | wagony silnikowe, kasacja w 1955 i w 1956 |
| Be 2/2 | 1915          | 2/1, 6                    | 9,1 m          | 10 ton     | wagony silnikowe                          |
| Be 2/4 | 1905, 1920    | 2/20, 40                  | 14,5 m, 12,8 m | 18 t, 16 t | wagony silnikowe                          |
| Ze 2/2 | 1920          | 1/31                      | 7,0 m          | 5 ton      | wagon silnikowy, pocztowy                 |